# Luc Abalo
Luc Abalo (6 de septiembre de 1984, Ivry-sur-Seine, París) es un exjugador de balonmano francés que jugaba de extremo derecho. Su último equipo fue el Zeekstar Tokyo.

## Biografía
Hijo de un padre togolés y madre guineana, fue detectado por los técnicos del Ivry. Se destaca por su velocidad, habilidad e increíble salto. Es un integrante muy importante de la selección de Francia.

## Clubes
- 1996-2008:  US Ivry Handball
- 2008-2011:  Balonmano Ciudad Real
- 2011-2012:  BM Atlético Madrid
- 2012-2020:  Paris Saint Germain Handball
- 2020-2021:  Elverum Handball
- 2021-2023:  Zeekstar Tokyo[1]

## Palmarés

### US Ivry Handball
- Liga de Francia 2006-2007.

### BM Ciudad Real
- Liga ASOBAL 2008-2009 y 2009-2010.
- Copa del Rey 2010-11.
- Copa ASOBAL 2010-11.
- Copa de Europa 2008-2009.
- Supercopa de Europa 2008-2009.
- Mundial de Clubes 2009-10.
- Subcampeón Liga ASOBAL 2010-11.
- Subcampeón Copa del Rey 2008-09.
- Subcampeón Copa ASOBAL 2009-10.
- Subcampeón Supercopa de España 2008-09 y 2009-10.
- Subcampeón Copa de Europa 2010-11.
- Subcampeón Mundial de Clubes 2010-11.

### PSG
- Liga de Francia de balonmano (7): 2013, 2015, 2016, 2017, 2018, 2019, 2020
- Copa de la Liga de balonmano (3): 2017, 2018, 2019
- Copa de Francia de balonmano (2): 2015, 2018
- Supercopa de Francia (3): 2014, 2015, 2016

### BM Atlético de Madrid
- Supercopa de España 2011
- Copa del Rey 2011-12
- Subcampeón Liga ASOBAL 2011-12
- Subcampeón Copa de Europa 2011-12

### Elverum
- Liga de Noruega de balonmano (1): 2021

### Selección nacional

#### Campeonato del Mundo
- Medalla de oro en el Campeonatos del Mundo de 2009
- Medalla de oro en el Campeonatos del Mundo de 2011

#### Campeonato de Europa
- Medalla de oro en el Campeonato de Europa de 2006
- Medalla de bronce en el Campeonato de Europa de 2008
- Medalla de oro en el Campeonato de Europa de 2010

#### Juegos Olímpicos
- Medalla de oro en los Juegos Olímpicos de 2008
- Medalla de oro en los Juegos Olímpicos de 2012
- Medalla de plata en los Juegos Olímpicos de Río de Janeiro 2016
- Medalla de oro en los Juegos Olímpicos de Tokio 2020

### Consideraciones personales
- Jugador del Año de la IHF:
  - 3ª posición (1): 2011
- Mejor Jugador de la Liga de Francia (1): 2007
- Mejor Lateral Derecho de la Liga de Francia (3): 2005, 2006 y 2008
- Mejor Extremo Derecho de la Liga de Francia (3): 2007, 2013 y 2016
- Mejor Extremo Derecho de la Liga ASOBAL (4): 2008, 2009, 2010 y 2011
- Mejor Extremo Derecho del Europeo (2): 2010 y 2014
- Mejor Extremo Derecho de la Liga de Campeones (1): 2014